# The Adventures of Tongpoo
The Adventures of Tongpoo (トンプー大冒険) é um mangá one-shot escrito por Akira Toriyama, publicado na edição 52 de 1983 da revista Weekly Shonen Jump da editora Shueisha. A história fala de um garoto ciborgue que viaja pelo universo à procura de planetas habitados por alienígenas, até que um dia sua nave explode e ele cai em um planeta onde acha uma garota, então eles criam um plano para roubar a nave de um alienígena daquele planeta e voltar para a Terra. Tongpoo foi relançado em 1988 na compilação em tankōbon de histórias curtas Akira Toriyama's Manga Theater Vol. 2 (鳥山明○作劇場, Toriyama Akira Marusaku Gekijō Vol. 2) O mangá introduziu um conceito antecipado das cápsulas Hoi-Poi que aparecem na famosa série de mangá Dragon Ball, também de Toriyama. 
Foi publicado no Brasil em 2007 pela Conrad Editora, no tankōbon Marusaku que trazia os primeiros mangás de Toriyama.